# Ludomir Różycki
Ludomir Różycki in polacco: [luˈdɔmir ruˈʐɨt͡skʲi] (Varsavia, 18 settembre 1883 – Katowice, 1º gennaio 1953) è stato un compositore e direttore d'orchestra polacco.
Era, con Mieczysław Karłowicz, Karol Szymanowski e Grzegorz Fitelberg, un membro del gruppo di compositori noto come Giovane Polonia, il cui intento era di rinvigorire la cultura musicale della loro generazione nella madrepatria.

## Biografia
Era figlio di un professore al Conservatorio di Varsavia, dove studiò pianoforte e composizione. Completò i suoi studi con lode, e poi li continuò a Berlino presso l'Accademia di Musica con Engelbert Humperdinck. Iniziò la sua carriera musicale come direttore d'opera e professore di pianoforte a Leopoli nel 1907. Fu mentre era a Leopoli che iniziò a comporre. Successivamente si trasferì a Varsavia ma dovette fuggire durante la rivolta scoppiata nella città. Dopo la seconda guerra mondiale visse e insegnò a Katowice.

## Musica
Il balletto di Różycki Pan Twardowski (1920) fu il primo balletto polacco ad essere rappresentato su larga scala all'estero, a Copenaghen, Praga, Brno, Zagabria, Belgrado e Vienna, ed eseguito oltre 800 volte a Varsavia. Le sue otto opere includono Casanova ed Eros i Psyche (Eros e Psyche, su libretto di Jerzy Żuławski), quest'ultimo presentato in prima mondiale a Breslavia nel 1917.
Un numero significativo dei suoi brani per pianoforte sono stati registrati su CD da Valentina Seferinova e pubblicati dall'etichetta polacca Acte Préalable (riferimento catalogo AP 0263) come registrazioni in prima mondiale.
La Hyperion Records ha pubblicato le registrazioni dei suoi due concerti per pianoforte, del suo quintetto per pianoforte e del suo quartetto d'archi.
Nel 1944 Różycki iniziò a scrivere un concerto per violino, ma dovette lasciare il manoscritto sepolto nel suo giardino quando fuggì da Varsavia. Scoperta anni dopo dagli operai edili, la partitura finì negli archivi della Biblioteca nazionale polacca. Il violinista Janusz Wawrowski ha successivamente restaurato il lavoro, eseguito per la prima volta nel 2018 e pubblicato in registrazione nel 2021.